# Tout s'est bien passé
Tout s'est bien passé is een Franse film van François Ozon die werd uitgebracht in 2021.
Het scenario is gebaseerd op de gelijknamige (auto)biografische roman (2013) van Emmanuèle Bernheim

## Samenvatting
André Bernheim is rijk geworden als industrieel. Nadat hij met pensioen is gegaan is hij met evenveel succes een nieuw leven als galeriehouder begonnen. Zijn vrouw is Claude de Soria, een bekende beeldhouwster die al vele jaren depressief is en die al lange tijd niet meer samenwoont met hem. Op latere leeftijd heeft André toegegeven aan zijn homoseksuele geaardheid en houdt hij er een jongere vriend op na. 
André en Claude hebben samen twee dochters: Pascale is de oudste, ze heeft twee kinderen en is gescheiden. Emmanuèle is de tweede dochter, ze is gelukkig gehuwd, kinderloos en helemaal opengebloeid als schrijfster.   
Op zijn vijfentachtig wordt André getroffen door een beroerte. Hij is er erg aan toe: hij is half verlamd en wordt afhankelijk van de zorgen van anderen. Tijdens zijn lang verblijf in het ziekenhuis komt hij tot het inzicht dat hij niet langer als een hulpeloze mens verder wenst te leven. Hij vraagt Emmanuèle hem te helpen om er een eind aan te maken. Emmanuèle staat voor een moeilijke beslissing : zal ze haar vader helpen zijn wil uit te voeren of zal ze hem overtuigen om van mening te veranderen? Haar onvoorspelbare en grillige vader blijft echter koppig bij zijn besluit. 

## Rolverdeling
| Acteur             | Personage |
| ------------------ | --- |
| Sophie Marceau     | Emmanuèle Bernheim                                                                                                |
| André Dussollier   | André Bernheim, de vader van Emmanuèle                                                                            |
| Géraldine Pailhas  | Pascale, de oudere zus van Emmanuèle                                                                              |
| Charlotte Rampling | Claude de Soria, de moeder van Emmanuèle en Pascale                                                               |
| Éric Caravaca      | Serge Toubiana, de man van Emmanuèle                                                                              |
| Grégory Gadebois   | Gérard, de partner van André                                                                                      |
| Hanna Schygulla    | de vertegenwoordigster van de Zwitserse vereniging die bijstand verleent aan personen die zelfmoord willen plegen |
| Judith Magre       | Simone, de nicht van André                                                                                        |
| Daniel Mesguich    | Georges Kiejman, de advocaat van Emmanuèle                                                                        |
| Nathalie Richard   | politiecommandant Petersen                                                                                        |
| Jacques Nolon      | Robert, de kamergenoot van André in het ziekenhuis                                                                |